# روس أودونوغو
روس أودونوغو (بالإنجليزية: Ross O'Donoghue)‏ هو لاعب كرة قدم بريطاني في مركز الوسط، ولد في 9 فبراير 1983 في غلاسكو في المملكة المتحدة. لعب مع نادي أبردين ونادي دمبرتون ونادي ستيرلينغشير الشرقية.

## وصلات خارجية
- روس أودونوغو على موقع قاعدة بيانات كرة القدم.إي يو (الإنجليزية)
- روس أودونوغو على موقع Soccerbase.com (لاعب) (الإنجليزية)